# 丰塔纳 (马耳他)
丰塔纳是马耳他戈佐岛上的市镇及村庄。市镇面积为0.5平方公里，2014年3月时人口数量为985人。
丰塔纳源于维多利亚的城郊区，临近Rabat-Xlendi路。它在当地被称为"It-Triq tal-Għajn"，即“温泉之路”，因为村旁的那条路通向Xlendi，该处被当地人称呼为“l-Għajn il-Kbira”，大温泉。 “丰塔纳”一词是意大利语，意为温泉。